# Рыбалко, Сергей Григорьевич
Сергей Григорьевич Рыбалко (15 мая 1938 — 1989, Запорожье) — советский борец классического стиля, чемпион и призёр чемпионатов СССР, призёр чемпионата Европы, чемпион и призёр чемпионатов мира, первый победитель турнира Ивана Поддубного в 1962 году, Заслуженный мастер спорта СССР (1965).

## Биография
Занимался борьбой с 1953 года. В 1957 году выполнил норматив мастера спорта СССР, в 1965 году стал мастером спорта международного класса.
Тренер сборной СССР В. В. Громыко отзывался о борце: «Манерой он напоминает X. Фуджимото — так же широко маневрирует, мягко меняет захваты, молниеносно включается в бросок через спину, но выглядит значительно мощнее, чем Фуджимото».
Оставил большой спорт в 1971 году.

## Спортивные результаты
- Чемпионат СССР по классической борьбе 1957 года — ;
- Чемпионат СССР по классической борьбе 1958 года — ;
- Чемпионат СССР по классической борьбе 1961 года — ;
- Чемпионат СССР по классической борьбе 1962 года — ;
- Чемпионат СССР по классической борьбе 1964 года — ;
- Чемпионат СССР по классической борьбе 1966 года — ;
- Чемпионат СССР по классической борьбе 1968 года — ;
- Чемпионат СССР по классической борьбе 1969 года — ;